# Cerdanya (comarca)
Cerdanya là một comarca (hạt) của Catalonia, Tây Ban Nha. Có biên giới chung với Pháp và Andorra. Cerdanya giáp với các comarca khác là Alt Urgell, Berguedà, và Ripollès.

## Các đô thị
| Đô thị                | Dân số (2002) | Tỉnh   |
| --------------------- | ------------- | ------ |
| Alp                   | 1272          | Girona |
| Bellver de Cerdanya   | 1673          | Lleida |
| Bolvir                | 277           | Girona |
| Das                   | 157           | Girona |
| Fontanals de Cerdanya | 428           | Girona |
| Ger                   | 401           | Girona |
| Guils de Cerdanya     | 338           | Girona |
| Isòvol                | 198           | Girona |
| Lles de Cerdanya      | 270           | Lleida |
| Llívia                | 1133          | Girona |
| Meranges              | 80            | Girona |
| Montellà i Martinet   | 538           | Lleida |
| Prats i Sansor        | 225           | Lleida |
| Prullans              | 223           | Lleida |
| Puigcerdà             | 7774          | Girona |
| Riu de Cerdanya       | 84            | Lleida |
| Urús                  | 195           | Girona |